# Mike Romano
Michael "Mike" Romano, noto anche come Michele Romano (Swindon, 11 aprile 1953), è un ex giocatore di baseball e allenatore di baseball statunitense con cittadinanza italiana.
È nato nel Regno Unito da genitori statunitensi di origine italiana (il padre lavorava in una base NATO inglese).

## Carriera

### Giocatore

#### Club
Al suo secondo anno trascorso all'Ulster County Community College, nei pressi di New York, Mike Romano approdò a Rimini su suggerimento del suo coach Al Di Bernardo, reduce da un'esperienza da allenatore in riva all'Adriatico.
Per ovviare alle lungaggini burocratiche legate all'ottenimento della cittadinanza italiana, il Rimini Baseball lo tesserò nel 1973 sotto la falsa identità sammarinese di Patrick "Pat" Cardinali. La frode fu scoperta, e la federazione lo squalificò per la stagione successiva. Tornò sul monte di lancio nel 1975 per quello che fu il primo storico scudetto riminese, in una stagione in cui è stato impiegato anche nei ruoli di interbase, esterno sinistro ed esterno centro oltre che in quello di lanciatore che abbandonò progressivamente nel corso degli anni. Con il club del presidente Rino Zangheri ha vinto complessivamente 7 scudetti da giocatore, tra gli anni '70 e gli anni '90.
Nella stagione 1979 ha vinto la tripla corona dei lanciatori.

#### Nazionale
Romano ha esordito con la Nazionale italiana nel 1975, anno in cui vinse gli Europei a Barcellona, ma fu frenato dall'esclusione degli oriundi voluta a metà degli anni '80 dal neo-presidente federale Notari. In totale ha collezionato 52 presenze in azzurro.
Nel 1983 ha conquistato il titolo Europeo sconfiggendo gli orange olandesi e nel 1984 ha partecipato alle Olimpiadi che si sono svolte a Los Angeles.

### Allenatore
A partire dal 1998 ha intrapreso la carriera di manager e coach, sempre del sodalizio riminese. Nel 1999 ha vinto uno scudetto nel ruolo di vice di Mauro Mazzotti, mentre nelle stagioni 2000, 2002 e 2006 ha vinto lo scudetto nel ruolo di manager. Nel 2009, stagione del ritorno di Mazzotti, Romano ha lasciato il ruolo di manager rimanendo nello staff tecnico come coach di terza base. Il rapporto con la società del patron Zangheri si è interrotto nel 2011, complici alcune frizioni in seguito all'addio del manager Larry Olenberger. A fronte di ciò, dopo i 39 anni di permanenza all'interno del Rimini Baseball tra il ruolo di giocatore e quello di tecnico, nel 2012 ha lasciato la società adriatica per diventare head coach del Baseball Novara 2000.
Il 6 febbraio 2014 è stato ufficializzato il suo nuovo incarico di responsabile tecnico del Rimini 86 Baseball, club militante nel campionato nazionale di Serie C. Con i "Gufi" biancorossi ha lavorato per sette stagioni.
Nel 2021 è stato scelto per essere il manager del New Rimini Baseball Softball, società di nuova formazione nata dalla collaborazione di cinque realtà locali tra cui anche lo stesso Rimini 86. La sua permanenza al New Rimini è durata due anni, fino alla retrocessione giunta al termine della Serie A 2022. Nel 2023 è tornato a far parte dello staff del Rimini 86 (nel frattempo salito in Serie B) in qualità di supervisore tecnico.

## Palmarès

### Giocatore

#### Club
- Campionati italiani: 7

Rimini: 1975, 1979, 1980, 1983, 1987, 1988, 1992
- Coppe dei Campioni: 3

Rimini: 1976, 1979, 1989

#### Nazionale
- Campionati europei: 4

Italia: 1975, 1977, 1979, 1983

### Allenatore
- Campionati italiani: 4

Rimini: 1999 (da vice), 2000, 2002, 2006
- Coppe Italia: 2

Rimini: 2001, 2002
- Campionati italiani: 1

Riccione: 2011 "IBL 2", squadra satellite del Rimini B.C.